# Transformer
Transformer е вторият студиен албум на американския рок музикант Лу Рийд. Той е издаден през ноември 1972 г.
В сходство с предишния албум (Lou Reed), Transformer съдържа няколко песни, които Рийд композира в периода с Велвет Ъндърграунд (4 от 10). Andy's Chest е първоначално записана от бандата през 1969 г., а Satellite of Love е демо от 1970 година. Тези версии излизат във VU и Peel Slowly and See, съответно. В Transformer оригиналното високо темпо на тези песни е забавено.
New York Telephone Conversation и Goodnight Ladies са изпълнявани на живо по време на резидентството на групата в Максис Кензъс Сити през лятото на 1970 година. Второто произведение е заимствано от последния стих на втората секция (A Game of Chess) на Т. С. Елиът и поемата му The Waste Land: Good night, ladies, good night, sweet ladies, good night, good night. (в превод: 'Лека нощ, дами, лека нощ, скъпи дами, лека нощ, лека нощ.').
Както в годините с Велвет Ъндърграунд, връзката с Анди Уорхол е все още силна. Според Рийд, Уорхол му казва, че трябва да напише песен за някой, който е зъл ('vicious'). Когато Рийд го пита какво означава зъл, Уорхол отговаря така: „Ами, нали знаеш, все едно да те фрасна с цвете“, и така продуктът е песента Vicious.
Макар че всички песни от албума са приписвани на Рийд, от дълго време има слухове, че Wagon Wheel е всъщност композиция на Дейвид Бауи.

## Продукция
Transformer е продуциран от Дейвид Бауи и Мик Ронсън, като и двамата преди това са повлияни от работата на Рийд с Велвет Ъндърграунд. Бауи прави смътно позоваване към „Велвет...“ в бележките на корицата в албума Hunky Dory и редовно изпълнява White Light/White Heat, както и I'm Waiting for the Man в концерти и по БиБиСи през 1971–1973 г.
Мик Ронсън (който по това време е първи китарист при Бауи, в групата Спайдърс Фром Марс) играе важна роля в записването на албума в Трайдънт Студиос, където е ко-продуцент и основен музикант на сесиите (китара, пиано, блокфлейта), както и аранжировчик, допринесъл със струнния аранжимент за Perfect Day. В документалната поредица Classic Albums и по-точно епизода Transformer, Рийд приветства приноса на Ронсън и работата му, която подчертава струнните инструменти. Песните на плочата са едни от най-известните работи на Рийд, включително Walk on the Wild Side, Perfect Day и Satellite of Love, и успехът на албума в индустриален план въздига Рийд от култов статут в международна звезда.

## Оформление на корицата
Оформлението на корицата представлява фотография на Мик Рок, която по случайни причини излиза извън фокус, докато той я отпечатва в стаята за проявяване на кадри. Рок забелязва недостатъка, но решава, че полученият резултат го удовлетворява, и така изпраща снимката за корица. На задната корица са показани една жена и един мъж. Мъжът, човек на име Ърни Тормален (приятел на Рийд), има банан, сложен пред сините му дънки.

## Критическа оценка
В смесена реакция за Ролинг Стоун, Ник Тошес маркира като „качествени“ четири песни, включително Hangin' 'Round и Satellite of Love, които според него изразяват възбудена сексуалност, но отхвърля по-голямата част от албума като „надута арт-претенция за хомо работи“, на която ѝ липсват достойнства като творческа категоричност, например. В ретроспекция за „Наръчник за албуми на Ролинг Стоун“, издаден през 2004 г., Том Хъл пише, че Рийд "е написал един наръч от интелигентни нови песни и се е опитал да ополозотвори двуполовия глем рок, гледащ към новите тенденции, което заработва добре в Walk on the Wild Side.
През 1997 година Transformer е определен за 44-тия най-велик албум в анкетата „Музика на хилядолетието“, проведена в Обединеното кралство от Ейч-Ем-Ви Груп, Канал 4, Гардиън и радио Класик. Transformer е номер 55 в ранглиста на Ню Мюзик Експрес и неговия списък на „Най-великите албуми на всички времена“. През 2003 година албумът е определен за 194-ти в списъка на Ролинг Стоун за „500-те най-велики албума на всички времена“. Той е и в списъка на списание Кю за „100-те най-велики албума“.